# Sarah Wachter
Sarah Victoria Wachter (* 16. Dezember 1999 in Schorndorf) ist eine deutsche Handballspielerin, die beim Bundesligisten Borussia Dortmund unter Vertrag steht.

## Karriere

### Im Verein
Wachter begann das Handballspielen beim SV Remshalden. Anfangs war sie Feldspielerin und wechselte erst später auf die Torwartposition. Mit der B-Jugend von Remshalden gewann sie 2015 die deutsche Meisterschaft. In der Saison 2015/16 war Wachter per Zweifachspielrecht zusätzlich für die Damenmannschaft von SC Korb spielberechtigt, mit der sie in der 3. Liga antrat. Anschließend hütete sie das Tor vom SC Korb sowie für den A-Juniorinnen-Bundesligisten TV Nellingen. Nachdem der Torhüterin am Saisonende 2016/17 mit dem SC Korb der Aufstieg in die 2. Bundesliga gelungen war, unterschrieb sie einen Vertrag bei der Bundesligamannschaft des TV Nellingen. Im Jahr 2019 wechselte sie zum Ligakonkurrenten Sport-Union Neckarsulm. Seit der Saison 2023/24 steht sie bei Borussia Dortmund unter Vertrag.

### In Auswahlmannschaften
Wachter gehörte dem Kader der württembergischen Auswahl an, mit der sie 2016 den DHB-Länderpokal gewann. Wachter wurde in das All-Star-Team des Länderpokals berufen. Mit der deutschen Juniorinnenauswahl lief sie bei der U-20-Weltmeisterschaft 2018 auf. Anfang des Jahres 2021 nahm sie erstmals an einem Lehrgang der deutschen A-Nationalmannschaft teil. Wachter bestritt am 7. November 2021 ihr Länderspieldebüt gegen Russland. Bei der Weltmeisterschaft 2023, die sie mit Deutschland auf dem sechsten Platz abschloss, warf sie ein Tor und parierte 36 % der gegnerischen Würfe. Im Jahr 2024 nahm sie an den Olympischen Spielen in Paris teil.